# Његова Светост
Његова Светост је титула у Хришћанској цркви предстојатеља (патријарха) помјесних Православних црква, као и папе римског у Католичкој цркви.

## Употреба у различитим конфесијама
Предстојатељу или папи се обраћа са Ваша Светости. Древни источни патријарси, међутим, носе титулу „Његово Блаженство” (грч. Ή Αυτού Θειοτάτη Μακαριότης), а ословљавају се са Ваше Блаженство. Званична титула патријарха цариградског је Његова Божанствена Свесветост (грч. Η Αυτού Θειοτάτη Παναγιότης).
Предстојатељ Грузинске православне цркве носи титулу „Његова Светост и Блаженство”.
У католицизму, титула потиче од латинске ријечи Sanctitas. Ова титула је првобитно коришћена за све епископе, али је од 7. вијека коришћена само за патријархе и поједине световне владаре, да би од 14. вијека њена употреба била ограничена само на папу римског.
Титула се употребљава у обраћању далај-лами, шефовима будистичких школа (традиција) и пандито хамбо-лами Будистичке традиционалне сангхе Русије.